# Datu Unsay
Datu Unsay é um município de  quinta classe de renda municipal (d) na província Maguindanao do Sul, nas Filipinas. De acordo com o censo de 1 de maio  de  2020 possui uma população de 12 890 pessoas e 2 251 domicílios.